# Black Kettle
Black Kettle és el nom amb què és conegut Motavato (Paha Sapa, 1803- riu Washita, 1868) cabdill dels xeienes. El 1861, amb Lean Bear i White Deer, signaren amb els arapaho el Tractat de Fort Wise amb els EUA. El 1863 visitarien Washington DC, i rebé una bandera nord-americana en senyal d'amistat. Però el 1864 fou atacat per les tropes de Chevington i el 15 d'octubre del 1865 signà el nou tractat de Little Arkansas River. L'hivern del 1868 fou massacrat amb 103 xeyennes més al campament d'hivern del riu Washita per les tropes de Custer.